# Torneo de Bad Homburg 2025
El Bad Homburg Open 2025 es un torneo de tenis jugado en canchas de césped al aire libre. Es un torneo que pertenece a la categoría WTA 500 en el WTA Tour, es la 5.ª edición del evento. El evento tenrá lugar en el TC Bad Homburg en Bad Homburg del 23 de junio al 29 de junio.

## Cabezas de serie

### Individuales femenino
| Tenista               | Ranking | Preclasificada |
| Jessica Pegula        | 3       | 1              |
| Jasmine Paolini       | 5       | 2              |
| Mirra Andreeva        | 7       | 3              |
| Iga Świątek           | 8       | 4              |
| Emma Navarro          | 9       | 5              |
| Diana Shnaider        | 12      | 6              |
| Elina Svitolina       | 14      | 7              |
| Ekaterina Alexandrova | 18      | 8              |

- Ranking del 16 de junio de 2025.[2]

### Dobles femenino
| Tenista                           | Ranking | Preclasificada |
| Gabriela Dabrowski Erin Routliffe | 18      | 1              |
| Lyudmyla Kichenok Ellen Perez     | 28      | 2              |
| Asia Muhammad Demi Schuurs        | 29      | 3              |
| Tímea Babos Luisa Stefani         | 51      | 4              |

## Campeones

### Individual femenino
Jessica Pegula venció a  Iga Świątek por 6-4, 7-5

### Dobles femenino
Guo Hanyu/  Alexandra Panova vencieron a  [[Lyudmyla Kichenok] /  Ellen Perez por 4-6, 7-6(7-4), [10-5]